# Экономика Багамских Островов
Багамские Острова — стабильная и развивающаяся страна — с экономикой основанной на туризме и оффшорной банковской деятельности. Устойчивый рост доходов от туризма и развитие строительства новых отелей, курортов и жилья приводили на протяжении многих лет к росту ВВП, однако темпы замедлились после атаки 11 сентября в США в 2001 году, что сдерживало рост в 2001—2003 годах. Финансовые услуги составляют второй по важности сектор Багамской экономики, и представлены примерно 15 % от суммарного ВВП. Однако, с декабря 2000, когда правительство ввело новые правила финансового регулирования, множество международных бизнесов Багамы покинули. Производство и агрокомплекс совместно привносят в ВВП не более 1/10 части и показывают медленный рост, несмотря на инвестиции правительства в эти сектора. Перспективы дальнейшего роста ВВП сильно зависят от экономического роста в США, источника более чем 80 % туристов. В дополнение к туризму и банковской деятельности, правительство последние годы стало поддерживать электронную коммерцию.

## Туризм
Туризм — основной сектор экономики Багамских Островов, на его долю приходится около 60 % ВВП. С туристическим бизнесом прямо или косвенно связана примерно половина занятого населения.

## Сельское хозяйство и рыболовство
Сельское хозяйство обеспечивает местной продукцией только 20 % потребностей, что делает продовольственный рынок Багамских Островов очень зависимым от импорта.